# إدنا بوكانان
إدنا بوكانان (بالإنجليزية: Edna Buchanan)‏‏ (16 مارس 1939 في باترسون - ) روائية، وكاتِبة، وصحفية من الولايات المتحدة.

## الجوائز
- جائزة جورج بولك  [لغات أخرى]‏
- جائزة بوليتزر عن فئة الأخبار العاجلة

## روابط خارجية
- إدنا بوكانان على موقع IMDb (الإنجليزية)
- إدنا بوكانان على موقع إن إن دي بي (الإنجليزية)